# Fácánkolibri
A fácánkolibri (Heliactin bilophus) a madarak (Aves) osztályába, ezen belül a  sarlósfecske-alakúak (Apodiformes) rendjéhez és a kolibrifélék (Trochilidae) családjához tartozó Heliactin nem egyetlen faja. Az alcsaládi besorolása bizonytalan, egyes szervezetek a valódi kolibriformák (Trochilinae) alcsaládjába sorolják ezt a nemet és a fajt is.

## Rendszerezése
A fajt Maximilian zu Wied-Neuwied német herceg, felfedező és természettudós írta le 1827-ben, a Trochilus nembe Trochilus bilophus néven.

## Előfordulása
Bolívia, Brazília és Suriname területén honos. Természetes élőhelyei a szubtrópusi és trópusi síkvidéki esőerdők, száraz erdők, gyepek és szavannák, valamint vidéki kertek. Vonuló faj.

## Megjelenése
Testhossza 11 centiméter.
|  |

## Életmódja
Nektárt fogyaszt. Szárnycsapása másodpercenként elérheti a 90-et. Így lebeg a virágok előtt.

## Természetvédelmi helyzete
Az elterjedési területe rendkívül nagy, egyedszáma pedig növekszik. A Természetvédelmi Világszövetség Vörös listáján nem fenyegetett fajként szerepel.